# Lessingianthus stoechas
Lessingianthus stoechas là một loài thực vật có hoa trong họ Cúc. Loài này được (Mart. ex Baker) H.Rob. mô tả khoa học đầu tiên năm 1988.